# Shakina Nayfack
Shakina Nayfack est une actrice et activiste pour les droits des personnes trans américaine. Elle est essentiellement connue pour son rôle dans la deuxième et troisième saison de la série Difficult People (en) diffusée sur Hulu.

## Jeunesse
Née dans le comté d'Orange, elle est originaire d'une famille de Juifs russes et hongrois et est la 3e génération née aux États-Unis.
Elle obtient un Master of Fine Arts à l'Université de Californie à Santa Cruz et un PhD à l'Université de Californie à Riverside.

## Carrière
Elle rejoint le casting de Difficult People (en) sur la chaîne de streaming Hulu en 2016 lors de la saison 2.
En octobre 2018, elle entame une collaboration avec Jill Soloway, la créatrice de la série Transparent, pour la création de la comédie musicale dérivée de la série. La comédie musicale servira d'épisode spécial en tant que dernier épisode de la saison finale. La même année, elle fait une apparition dans la deuxième saison de Jessica Jones.
Elle est la fondatrice de la Musical Theatre Factory à New York, qu'elle a dirigé jusqu'en 2018. L'organisation, fondée en 2013, aide les jeunes créateurs de comédies musicales à monter leurs projets.

## Vie privée
En 2013, elle utilise un financement participatif sur le site Kickstarter pour payer les frais de sa chirurgie de réattribution sexuelle.

## Distinctions
- 2015 : Lilly Award pour la promotion de la parité dans la production théâtrale dans la catégorie "Working miracles"[11].

## Filmographie

### Comme actrice
- 2014 : Death Drive : la danseuse
- 2016-2017 : Difficult People (en) : Lola
- 2017 : The Detour : la réceptionniste (1 épisode)
- 2018 : Jessica Jones : Frankie (1 épisode)
- 2019 : Transparent : Ava (1 épisode)

### Comme consultante
- 2016-2017 : Difficult People (en)

### Comme productrice
- 2014 : Death Drive